# Antoni Łangowski
Antoni Łangowski (ur. 19 kwietnia 1990 w Czersku) – polski piłkarz ręczny, lewy rozgrywający, od sezonu 2022/23 zawodnik Gwardii Opole.

## Kariera klubowa
Był uczniem i zawodnikiem pierwszoligowego SMS-u Gdańsk. W latach 2009–2015 występował w MMTS-ie Kwidzyn, z którym zdobył trzy medale mistrzostw Polski: srebrny w sezonie 2009/2010 i brązowe w sezonach 2010/2011 i 2012/2013. W barwach MMTS-u rozegrał w najwyższej polskiej klasie rozgrywkowej 136 meczów i rzucił 249 bramek. Ponadto w sezonie 2009/2010 wystąpił w dwóch meczach Challenge Cup.
W 2015 przeszedł do Gwardii Opole. W sezonie 2015/2016 rozegrał w Superlidze 27 meczów i zdobył 90 goli. W sezonie 2016/2017 wystąpił w 31 spotkaniach, w których rzucił 131 bramek (najlepszy wynik w zespole, dziewiąty w całej lidze). W sezonie 2017/2018 rozegrał w Superlidze 31 meczów i zdobył 116 goli, zaś w Pucharze EHF wystąpił w trzech spotkaniach, w których rzucił siedem bramek. W sezonie 2018/2019, w którym wraz ze swoim zespołem sięgnął po brązowy medal mistrzostw Polski, rozegrał w lidze 27 meczów i zdobył 116 goli, a portal Sportowe Fakty wybrał go najlepszym lewym rozgrywającym rundy jesiennej rozgrywek. Ponadto w sezonie 2018/2019 wystąpił w dwóch spotkaniach 2. rundy kwalifikacyjnej Pucharu EHF (przeciwko RK Velenje), w których rzucił siedem bramek.
W lipcu 2019 został zawodnikiem Azotów-Puławy, z którymi podpisał trzyletni kontrakt (transfer ogłoszono w styczniu 2019).

## Kariera reprezentacyjna
W 2009 uczestniczył w otwartych mistrzostwach Europy U-19 w Szwecji (18. miejsce). W 2012 wystąpił w akademickich mistrzostwach świata w Brazylii (4. miejsce).
W grudniu 2012 został powołany przez trenera Michaela Bieglera do szerokiej kadry Polski na mistrzostwa świata w Hiszpanii w styczniu 2013 (w turnieju tym nie zagrał). W reprezentacji zadebiutował 4 czerwca 2013 w towarzyskim meczu ze Szwecją (27:29), w którym zdobył dwa gole. W barwach narodowych grał m.in. w spotkaniach eliminacyjnych do mistrzostw świata i Europy.

## Osiągnięcia
Indywidualne
- 9. miejsce w klasyfikacji najlepszych strzelców Superligi: 2016/2017 (131 bramek; Gwardia Opole)[4]
- Najlepszy lewy rozgrywający Superligi w rundzie jesiennej sezonu 2018/2019 według Sportowych Faktów (Gwardia Opole)[7]